# دانی البیار
دانی البیار (انگلیسی: Dani Albiar؛ زادهٔ ۸ ژانویهٔ ۲۰۰۰) بازیکن فوتبال اهل اسپانیا است.